# حمید محمدی
حمید محمدی (زادهٔ ۱۲ بهمن ۱۳۶۲) گوینده و مجری برنامه‌های رادیو و تلویزیون ایران است.
محمدی در تلویزیون به جز ۹۰ و فوتبال ۱۲۰ سابقه گویندگی برای برنامه‌های ورزشی دیگری از جمله یک جهان یک جام، جام چهاردهم، بیست هجده، و ورزش و مردم را داشته است. وی فعالیت خود را با اجرای برنامه‌های طنز و اجتماعی در رادیو آغاز کرد و به اجرای برنامه در شبکه رادیویی جوان می‌پردازد.

## تلویزیون

### خبر ورزشی
محمدی از سال ۱۳۸۴ به عنوان گوینده خبر ورزشی وارد تلویزیون شد و به اجرای خبر ورزشی در بخش‌های مختلف خبری پرداخت. وی همچنین چندین بار به عنوان میزبان گفتگوی ویژه خبری در شبکه ۲ حضور داشته است.

### ۹۰
وی در سال ۱۳۸۷ به برنامه ۹۰ اضافه شد، و تا سال ۱۳۹۷ هم در این برنامه حضور داشت، و به گویندگی در بخش‌های مختلف این برنامه پرداخت،
از جمله بخش آنالیز که از سال ۱۳۹۳ به برنامه ۹۰ اضافه شده بود.

### فوتبال ۱۲۰
محمدی در دو مقطع مختلف مجری برنامه فوتبال ۱۲۰ بود، مقطع اول از سال ۱۳۹۲ تا ۱۳۹۴ بود، که با شروع فصل چهارم این برنامه محمدحسین میثاقی جایگزین وی شد، محمدی به عنوان گوینده فعالیتش را در فوتبال ۱۲۰ ادامه داد. مقطع دوم بعد از جدایی میثاقی در سال ۱۳۹۸ برای بار دوم مجری این برنامه شد، و تا سال ۱۴۰۲ در این سمت باقی ماند. پس از پایان فصل یازدهم برنامه، عادل فردوسی‌پور از تهیه کنندگی این برنامه کناره‌گیری کرد، و محمدی هم از این برنامه جدا شد.

### گزارش ورزشی
در سال ۱۴۰۲ و چند ماه بعد از جدایی وی از فوتبال ۱۲۰ و شبکه ورزش، محمدی به شبکه ۳ و برنامه گزارش ورزشی پیوست، و به عنوان مجری جایگزین رضا جاودانی در این برنامه شد.

## گزیده آثار
| سال          | نام برنامه     | سمت        | شبکه پخش‌کننده |
| ------------ | -------------- | ---------- | ------------- |
| ۱۳۸۹         | یک جهان یک جام | گوینده     | شبکه ۳        |
| ۱۳۹۱         | جام چهاردهم    | گوینده     | شبکه ۳        |
| ۱۴۰۲–۱۳۹۲    | فوتبال ۱۲۰     | مجریگوینده | شبکه ورزش     |
| ۱۳۹۳         | بیست چهارده    | گوینده     | شبکه ۳        |
| ۱۳۹۷–۱۳۹۳    | ۹۰             | گوینده     | شبکه ۳        |
| ۱۳۹۷         | بیست هجده      | گوینده     | شبکه ۳        |
| ۱۴۰۱         | ورزشیا         | گوینده     | شبکه نسیم     |
| ۱۴۰۲–هم‌اکنون | گزارش ورزشی    | مجری       | شبکه ۳        |
| ۱۴۰۲–هم‌اکنون | ورزش و مردم    | گوینده     | شبکه ۱        |
| ۱۴۰۳         | یورو ۲۰۲۴      | مجری       | شبکه ۳        |
| ۱۴۰۳         | با هوش         | مجری       | شبکه آموزش    |
| ۱۴۰۴–۱۴۰۳    | ۱۰۰۱           | گوینده     | شبکه نسیم     |

### گویندگی مستند
- مستند "پرزیدنت آکتور سینما" ("داستان یک پیروزی بدون جنگ") (۱۳۹۶)
- مستند باشگاه شهرت (به کارگردانی محمدحسن یادگاری) (۱۳۹۸)
- مستند سد در سد (پیرامون معضلات کنکور و نظام آموزشی کشور) (۱۳۹۹)
- مستند مک دونالدز تقدیم می‌کند (نقدی به نظام سرمایه‌داری با محوریت رستوران‌های زنجیره‌ای مک دونالد) (۱۳۹۸)
- مستند آدرس غلط (بررسی مشکلات اقتصادی عصر حاضر ایران (۱۴۰۰)
- مستند داستان اتم (بررسی تحولات هسته ای ایران از سال ۸۴ تا بعد از برجام) (پخش از شبکه سه)
- مستند داستان‌های فوتبال (پخش از شبکه مستند ۱۴۰۰)